# Apálymeder

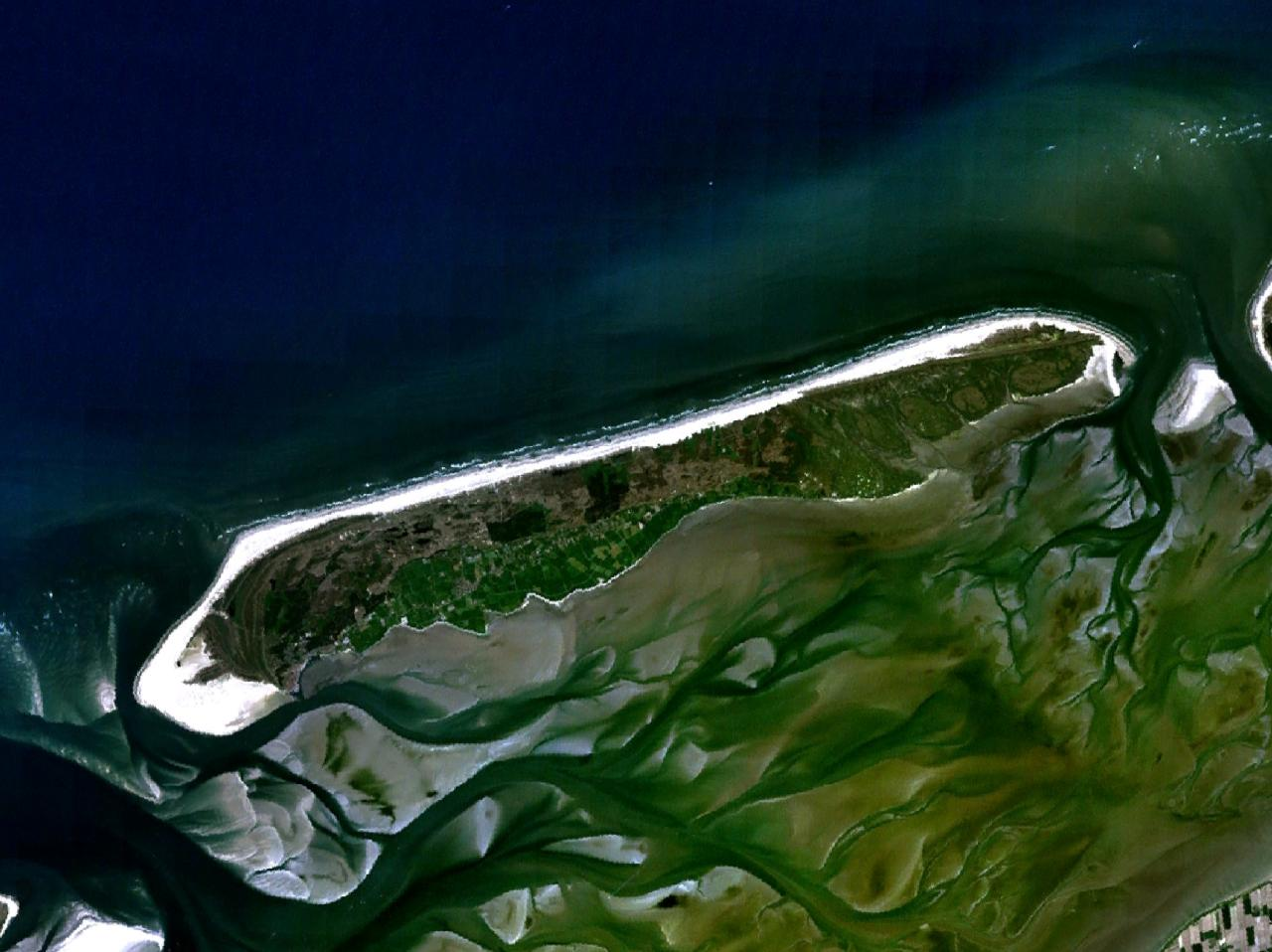
Apálymedrek Terschellingtől délre; Hollandia

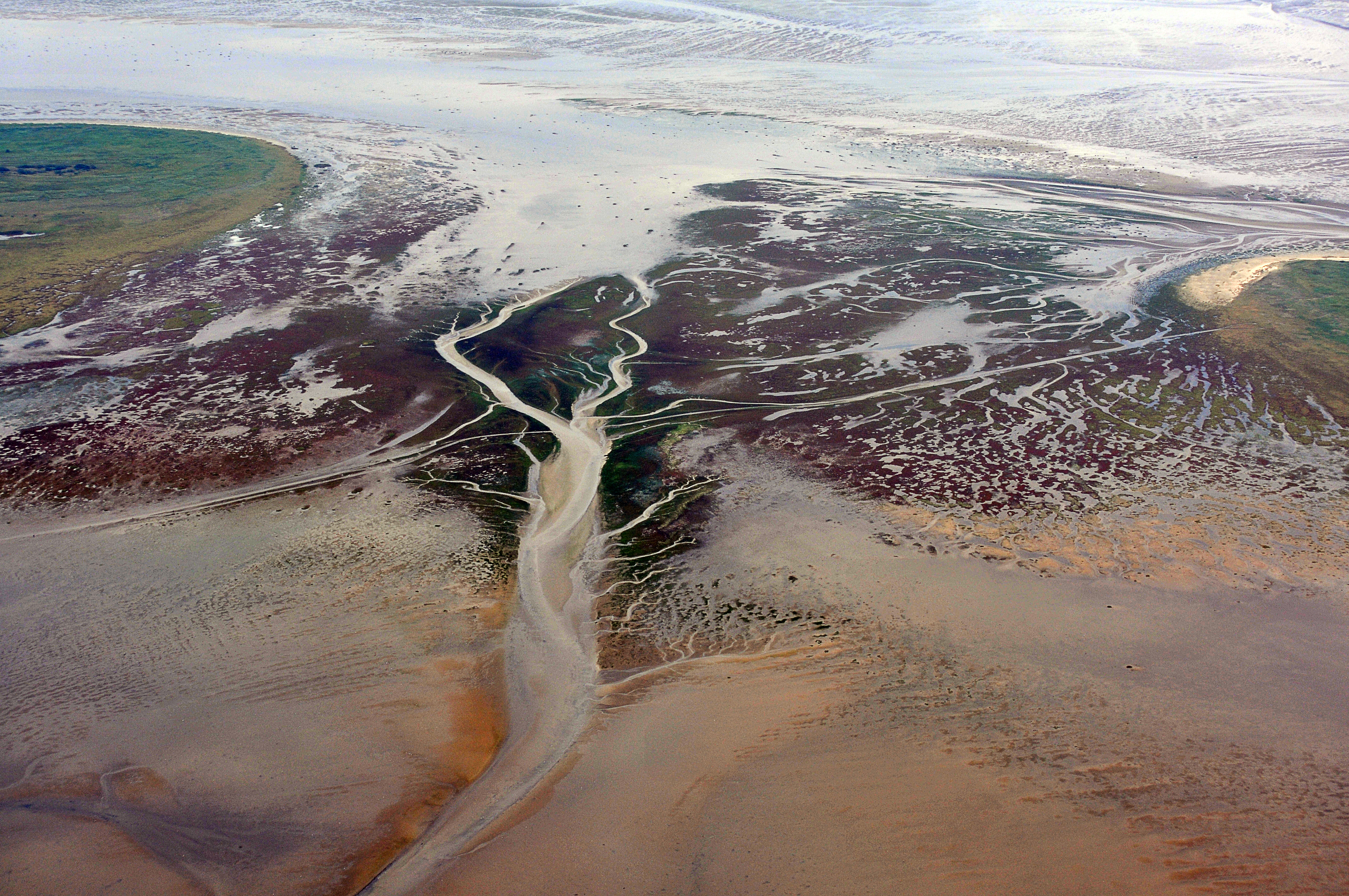

Az apálymeder (németül: Priel; angolul: Tidal creek) az árapálysíkságok és a marschok felszínébe mélyülő, szárazföldi folyók medrére emlékeztető felszíni forma. A medreket az apály idején a watt felszínéről visszahúzódó víz alakítja ki.

## Kialakulása
Az apálymedrek az árapálysíkságok magasabb részein alakulnak ki. Az apály elérkezésekor a területet borító víztömeg a nyílt tenger irányába kezd áramlani. A watt felszínének mélyebb és gyorsabban lejtő részein a víz gyorsabban áramlik a tenger felé, ezekben a mélyedésekben alakulnak ki az apálymedrek. A homokos felületű wattvidéken a medrek egyenesebbek, de az iszapwattokon a terület kisebb lejtése miatt a szárazföldi vízfolyások kanyarulataira emlékeztető meandereket írnak le. A magaswattoktól távolodva az apálymedrek egyre szélesebbek és sűrűbbek lesznek, mivel egyre jelentősebb mennyiségű vizet kell elvezetniük.
Az apálymedrek nem állandó jelenségek. Előfordulhat, hogy a dagály által elfedett meder az apály érkeztével máshol jelenik meg. Különösen gyakori a medrek helyváltoztatása az egész watt anyagát felkavaró vihardagályok után. 
Apálymedrek világszerte kialakulnak. Európában Németország és Hollandia partjain láthatjuk e formákat. Délkelet-Ázsia partjain is megfigyelhetőek, ám az ottani árapálysíkságokat borító sűrű mangroveerdő miatt nehezen ismerhetők fel.

## Tulajdonságaik
Az apálymedrek vize erősen változó sótartalmú. Ennek magyarázata, hogy wattok magasabb régióiban a víz alacsonyabb sótartalmú. A vízfolyások jelentős mennyiségű hordalékot szállítanak a tenger felé. A medrek veszélyt jelentenek a wattokon járókra, mivel vízmélységüket a szállított hordalék miatt nehéz megbecsülni. A bennük áramló víz sebessége egy-egy hegyi patakéval vetekszik, könnyen elsodorhatják a meggondolatlanul beléjük lépőket. A medrek a teljes apálykor akár szárazra is kerülhetnek. A medrekben megálló és visszafelé áramló víz ugyanakkor a dagály beköszöntére figyelmezteti a területen bóklászókat.

## Galéria

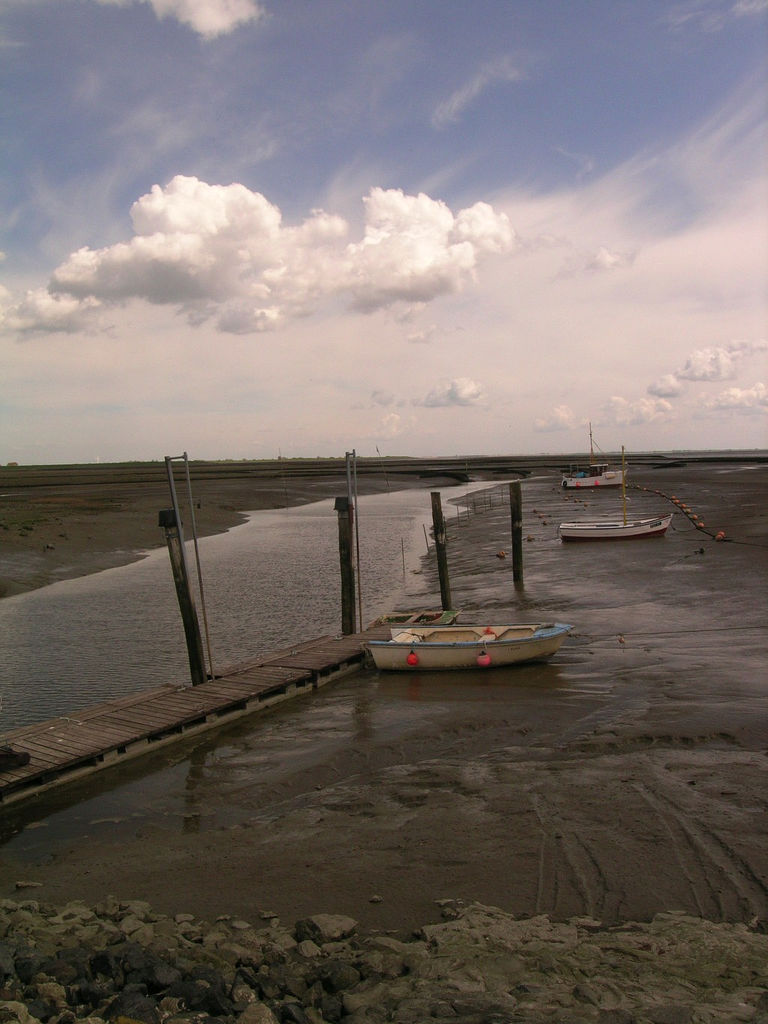
Egy csónakútként működő állandó apálymeder; Schleswig-Holstein
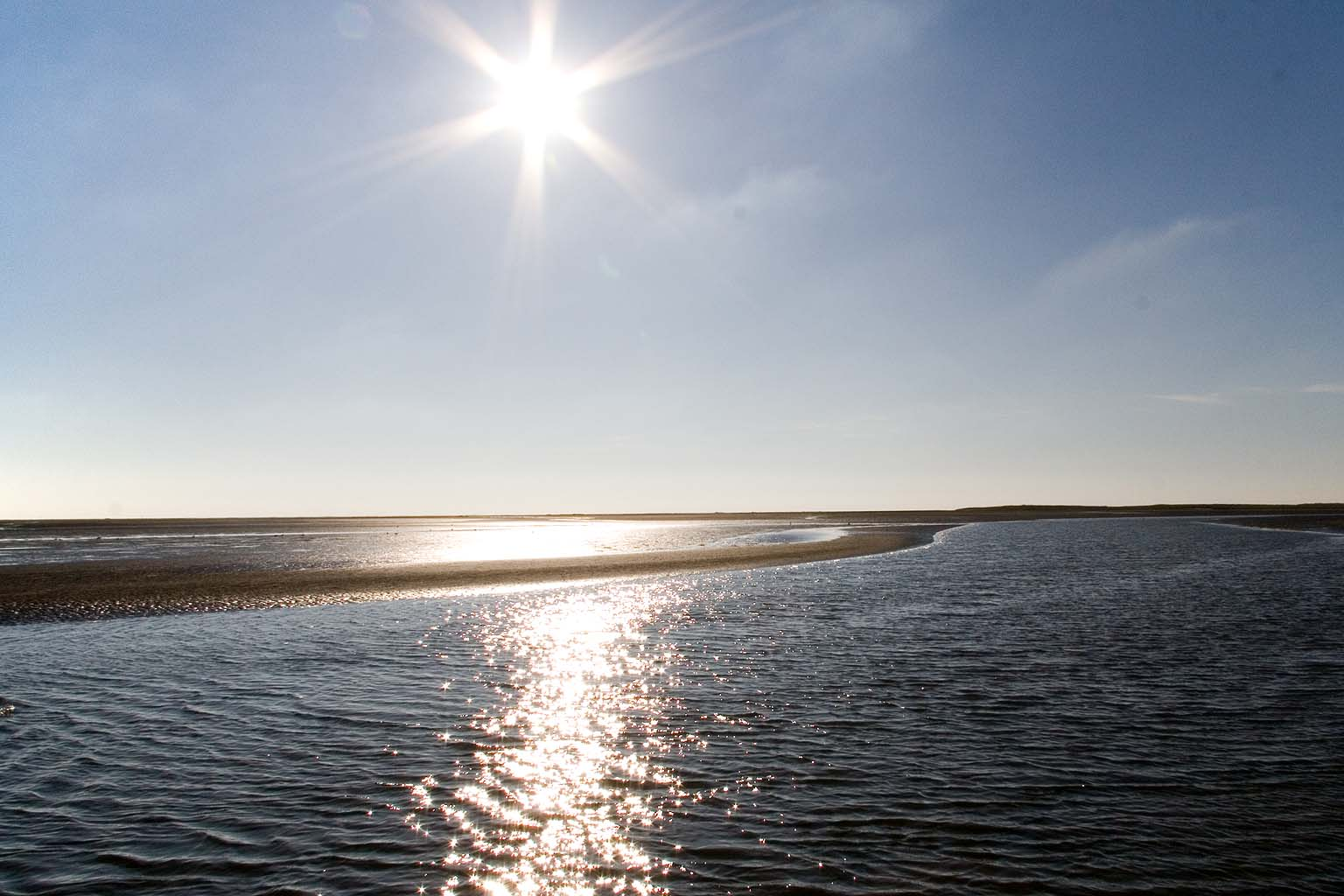
Széles árapálymeder; Schleswig-Holstein
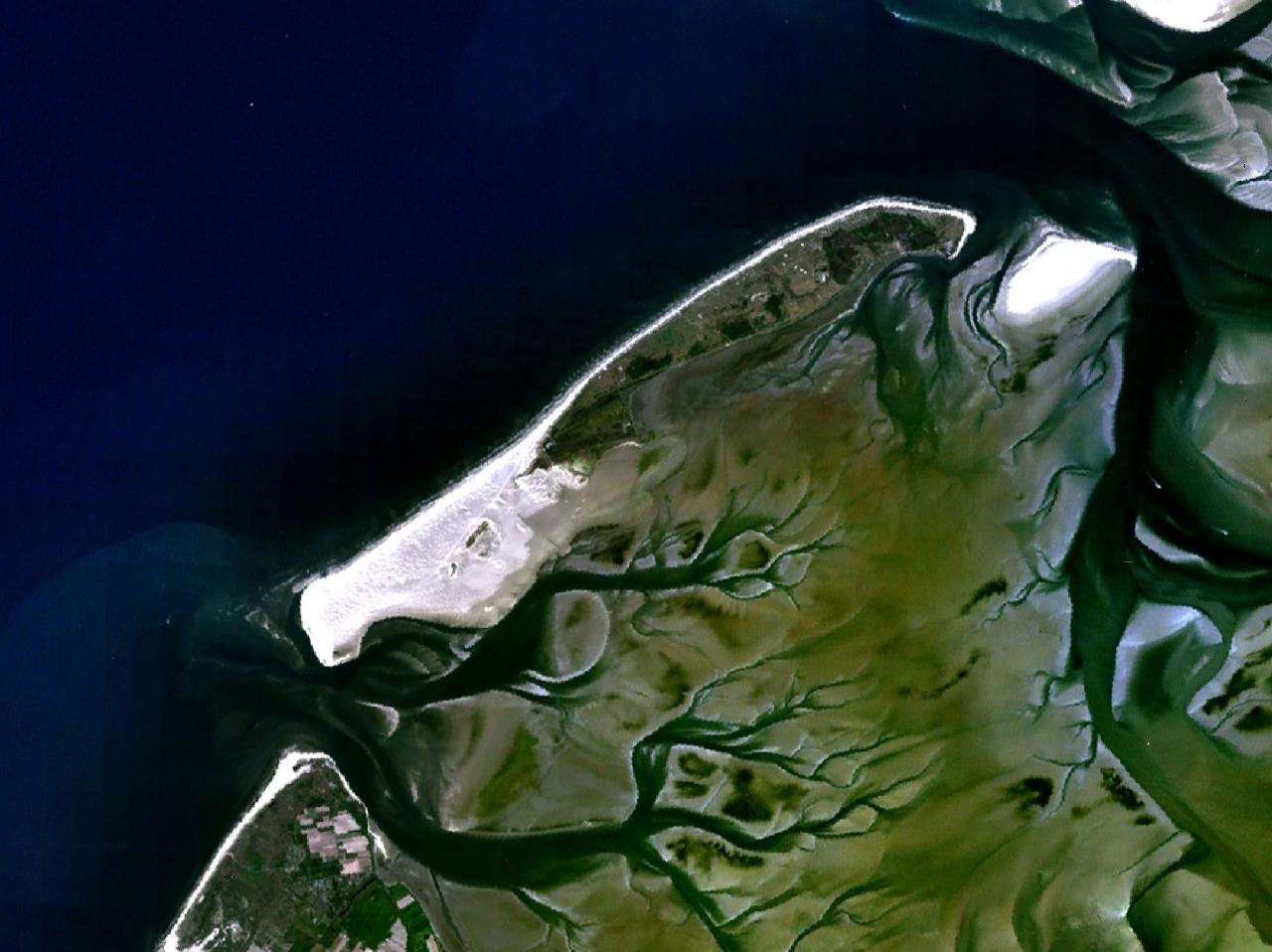
Medrek Vlieland sziget körül, Hollandia

## Fordítás
- Ez a szócikk részben vagy egészben  a   Priel című német Wikipédia-szócikk ezen változatának fordításán alapul.  Az eredeti cikk szerkesztőit annak laptörténete sorolja fel. Ez a jelzés csupán a megfogalmazás eredetét és a szerzői jogokat jelzi, nem szolgál a cikkben szereplő információk forrásmegjelöléseként.

## Külső hivatkozások
- Wattszótár (németül)
- Apálymedrek az Északi-tengeren (németül)